# FXGT
Fxgt.com은 외환 시장, CFD, 주식 및 지수를 중심으로 하는 국제 온라인 거래 플랫폼이다. 이 그룹은 MetaTrader 4 (MT4)와 MetaTrader 5 (MT5) 모두에 접근할 수 있다. 2024년에는 WSJ에 따르면 사용자 자금 2억 달러 해킹 사건으로 주목을 받았다. 또한 2021년 450억 달러 범죄와 관련하여 조사받았다.
Fxgt.com은 남아프리카의 금융 부문 행동 당국 (FSCA), 세이셸의 Financial Services Authority (FSA), 바누아투의 Vanuatu Financial Services Commission (VFSC) (해당 자격 상대방에 한함), 키프로스의 CySEC (해당 자격 상대방에 한함)의 허가 및 규제를 받는 회사 내에서 운영된다.

## 역사
FXGT는 2019년 온라인 거래 플랫폼으로 설립되어 전 세계 고객에게 CFD 외환 거래 서비스를 제공했다.
2022년, 회사는 핀테크 어워드에서 2022년 최고의 하이브리드 브로커로 선정되었다.
2023년, FXGT는 브랜드 리뉴얼 절차를 거쳐 새로운 웹사이트와 로고를 갖춘 Fxgt.com으로 변경되었다. Pro(10개 자산 클래스에서 자산과의 커미션 없는 거래)와 ECN(제로 스프레드 및 40% 스톱 아웃 옵션과 함께 음수 잔액 보호 제공) 계좌를 도입했다. 같은 해, 회사는 AtoZ Markets에서 2023년 최고의 브로커 상을 받았다.
이 플랫폼은 애플, 마이크로소프트, JP모건, 디즈니, 넷플릭스, 엔비디아와 같은 주식 회사를 제공한다. 또한 암호화폐 시장 거래를 허용하고 LNKUSD, ZRXUSD, RENUSD 및 GTi12 암호화폐 지수와 같은 NFT 상품을 제공한다.

## 참조
1. ↑  “FXGT”. 《AskTraders.com》 (영어). 2024년 2월 19일에 원본 문서에서 보존된 문서. 2024년 4월 18일에 확인함.
2. ↑  Finance, Ehj (2019년 5월 20일). 《Forex Trade Planner: Perfect Notebook to Track Your Trades》 (영어). Independently Published. ISBN 978-1-0994-7549-8.
3. ↑  Journal, Gunjan Banerji | Photos by Gabriela Bhaskar for The Wall Street. “How I Got Hooked on the Hottest Trade in Markets—and Bagged a 2,000% Return”. 《WSJ》 (미국 영어). 2024년 4월 18일에 확인함.
4. ↑  “How to Stop a $45 Billion Crime Spree - The Journal. - WSJ Podcasts”. 《WSJ》 (영어). 2024년 4월 18일에 확인함.
5. ↑  Ntatiso, Veliswa (2023년 10월 18일). 《The Role of Financial Services Conduct Authority and Competition Commission in South African Financial Markets》 (영어). GRIN Verlag. ISBN 978-3-346-95624-8.
6. ↑  Ltd, 360 Degrees Markets (2023년 6월 26일). “Fxgt.com Adds MetaTrader 4 to its Trading Platform Offering”. 《ACCESSWIRE News Room》 (보도 자료) (영어). 2024년 4월 18일에 확인함.
7. ↑  Hawk, Jay and Julie. “Best Forex Trading Software on the Market • Benzinga”. 《Benzinga》 (영어). 2024년 4월 18일에 확인함.
8. ↑  ForexFraud. “FXGT”. 《ForexFraud.com》 (영어). 2023년 12월 6일에 원본 문서에서 보존된 문서. 2024년 4월 18일에 확인함.
9. ↑  “Fxgt.com Review – Can the broker be trusted?”. 《www.forexnewsnow.com》 (영어). 2024년 4월 18일에 확인함.
10. ↑  “Fxgt.com: Pioneering a New Era in Trading with Crypto”. 《Financial and Business News | Finance Magnates》 (영어). 2023년 12월 6일. 2024년 4월 18일에 확인함.
11. ↑  Updated, Reviewer: Justin Freeman Review (2023년 11월 27일). “FXGT”. 《Forextraders.com》 (영어). 2023년 12월 11일에 원본 문서에서 보존된 문서. 2024년 4월 18일에 확인함.
12. ↑  “What to look for before choosing a trusted FX broker?”. 《Binance》 (영어). 2024년 4월 18일에 확인함.
13. ↑  Guppy, Daryl; Wong, Karen (2021년 6월 16일). 《Stocks And Forex Trading: How To Win》 (영어). World Scientific. ISBN 978-981-12-3688-4.
14. ↑  Content, Promotional. “Fxgt.com Unveils Brand Refresh with New Website and Logo”. 《FX Empire》 (보도 자료) (영어). 2024년 4월 18일에 확인함.
15. ↑  “Fxgt.com Unveils Brand Refresh with New Website and Logo”. 《Yahoo Finance》 (보도 자료) (미국 영어). 2023년 4월 23일. 2024년 4월 18일에 확인함.
16. ↑  “포렉스 브로커 Fxgt.com, Pro 및 ECN 계좌 도입”. 《ru.financemagnates.com》 (러시아어). 2023년 11월 28일. 2024년 4월 18일에 확인함.
17. ↑  “Fxgt.com, 아시아에 더 스마트한 거래 도입”. 《Yahoo Finance》 (보도 자료) (미국 영어). 2023년 9월 11일. 2024년 4월 18일에 확인함.
18. ↑  “Fxgt.com CMO, 2023년 최고의 브로커 상 수상 소감 공유”. 《AtoZ Markets - Forex News & Trading Tools》 (미국 영어). 2024년 4월 18일에 확인함.
19. ↑  “FXGT”. 《AskTraders.com》 (영어). 2024년 2월 19일에 원본 문서에서 보존된 문서. 2024년 4월 18일에 확인함.